# Scelolophia penthemaria
Scelolophia penthemaria är en fjärilsart som beskrevs av Dyar 1913. Scelolophia penthemaria ingår i släktet Scelolophia och familjen mätare. Inga underarter finns listade.